# کیگو نوماتا
کیگو نوماتا (انگلیسی: Keigo Numata؛ زادهٔ ۲۴ ژوئیهٔ ۱۹۹۰) بازیکن فوتبال اهل ژاپن است.
از باشگاه‌هایی که در آن بازی کرده‌است می‌توان به باشگاه فوتبال گامبا اوساکا اشاره کرد.